# Bart After Dark
"Bart After Dark" är femte avsnittet från säsong åtta av Simpsons. Avsnittet sändes på Fox den 24 november 1996. I avsnittet börjar Bart Simpson jobba på ett lusthus men då Marge får reda på det vill hon stänga verksamheten. Avsnittet regisserades av  Dominic Polcino och skrevs av Richard Appel. Avsnittet vann en Emmy för "Outstanding Music and Lyrics" med låten "We Put the Spring in Springfield".

## Handling
Ett avsnitt av Itchy & Scratchy avbryts för nyheterna där det rapporteras att en oljetanker har läckt ut miljontals liter olja vid "Baby Seal Beach". Lisa ser nyheterna och ber Marge om få åka dit och hjälpa till att rädda djurlivet. Marge åker iväg med sina döttrar dit, vilket leder till att Bart och Homer blir ensam hemma. I huset blir det snabbt en enda röra och Bart går ut och leker med sina vänner. Han är med då Milhouses leksaksflygplan kraschar in i ett hus, och Bart går att hämta det trots varningar om att huset är bebott av en häxa. Medan han gör det förstör han en staty på hustaket och Belle, som är ägare till huset, tar med honom till Homer och säger att hon inte kommer att väcka åtal, men kräver att han ska straffas. Homer avfärdar först detta, men när Belle hotar att komma tillbaka och tala med Marge låter han honom fått sitt straff. Homer tvingar Bart att jobba för Belle och han upptäcker att huset visar sig vara ett lusthus kallad Maison Derrière. Under tiden är Marge och Lisa framme men får inte hjälpa djuren då de är reserverade för kändisar. De två sätts i arbete att skrubba stenar men överger snart jobbet och åker hem.
Senare på kvällen när Homer hämtar Bart upptäcker han vad det är för typ av hus han jobbat på men bryr sig inte. Senare, då Rektor Skinner besöker i huset och ser Bart som dörrvakt, rapporterar han det till Timothy Lovejoy och Ned Flanders, som konfronterar Homer om saken. Homer förklarar att han inte har några problem med att Bart jobbar där. Samtidigt som han berättar det kommer Marge hem. Marge får reda på sanningen och ber Belle att stänga lusthuset, men Belle vägrar och säger att huset är en del av Springfield. Marge anordnar ett möte med sina vänner. De tar upp frågan om huset, och hon får stadens invånare att stänga det. Gruppen går till lusthuset för att riva det. När de kommer fram börjar de omedelbart förstöra saker, men Bart och Homer inser att något måste göras, och de börjar sjunga ett musikalnummer tillsammans med Belle och några av hennes dansare. Låten är så övertygade att de bestämmer sig för att låta huset vara. Kort därefter kommer Marge med en bulldozer och efter att missat låten som övertygat staden om att behålla huset råkar hon förstöra en del av lusthuset. Marge ber om ursäkt och får börjar som buktalerska i lusthuset för betala skulden.

## Produktion
Avsnittet skrevs av Richard Appel, som var på jakt efter nya platser att placera Bart på och han trodde det skulle vara roligt att ha honom arbeta på ett lusthus. Problemet var att hitta ett sätt att placera ett sådant hus i Springfield. Det fanns ett dussin olika möjliga namn för lusthuset innan man valde Maison Derriere. Belle är inte en parodi på någon men hade flera olika utseenden innan man valde rätt.

## Kulturella referenser
En hel del av handlingen är baserad på Det bästa lilla horhuset i Texas. Oljeutsläppet är en referens till Exxon Valdez oljeutsläpp. I avsnittet är Horatio McCallister full som en referens till Joseph Hazelwood.

## Mottagande
Avsnittet hamnade på plats 57 över mest sedda program under veckan och fick en Nielsen rating på 8.5,vilket ger 8,2 miljoner hushåll och det fjärde mest sedda på Fox under veckan. Ken Keeler och Alf Clausen vann en Primetime Emmy Award för "Outstanding Music and Lyrics" med låten "We Put the Spring in Springfield". Låten finns på albumet Go Simpsonic with The Simpsons.